# Cromat de calci
El cromat de calci és un compost inorgànic sòlid, una oxosal, amb l'aparença d'un groc brillant i fórmula {\displaystyle {\ce {CaCrO_4}}}. Emet fum tòxic de crom si es crema.

## Obtenció
El cromat de calci s'obté industrialment mitjançant la reacció d'una mescla de clorur de calci, CaCl₂, i cromat de sodi, Na₂CrO₄: 
{\displaystyle {\ce {CaCl2 + Na2CrO4 -> CaCrO4 + 2NaCl}}}
Cristal·litza en fines agulles. També es pot preparar per l'acció de l'àcid cròmic amb carbonat de calci: 
{\displaystyle {\ce {CaCO3 + H2CrO4 -> CaCrO4 + H2O + CO2}}}
S'obtenen, habitualment, uns cristalls de color groc vermellós.

## Propietats
El cromat de calci pot presentar-se en forma hidratada, {\displaystyle {\ce {CaCrO4*2H2O}}}, que perd aigua quan s'escalfa a 200 °C. Reacciona amb matèria orgànica o agents reductors per formar crom(III). El sòlid reaccionaria explosivament amb hidrazina. Si es mescla amb bor i s'encén, es cremarà violentament. Es dissol en els àcids. És estable en condicions normals i no presenta reaccions especialment perilloses amb certs materials.

## Usos
S'usa com a pigment groc (CI 77223) des de finals del segle xix malgrat s'havia sintetitzat a principis del mateix segle. També s'empra com a inhibidor de corrosió, i a galvanoplàstia, a processos fotoquímics.

## Perills
- Inhalació: és molt corrosiu per al tacte respiratori i el teixit pulmonar, causant úlceres a l'envà nasal i fins i tot perforació si l'exposició és molt contínua. És considerat un agent carcinogen. Els símptomes de l'exposició crònica són: tossina, dispnea, dolors toràcics i respiració fatigosa.
- Pell: molt irritant per al teixit epitelial, causant dermatitis i fins i tot perforacions.
- Ingestió: irritant de les mucoses del tracte digestiu, causant úlceres bastant greus.

## Emmagatzematge
S'ha de guardar en recipients de metall o de plàstic, inclús paper; sempre que estiguin protegits contra els cops. Els locals s'han de mantenir secs i frescs, sense cap precaució especial.